# Stüben
Stüben ist ein Gemeindeteil der Kreisstadt Kronach im Landkreis Kronach (Oberfranken, Bayern).

## Geographie
Der Weiler besteht aus vier Einzelsiedlungen entlang eines linken Zuflusses der Rodach. Im Südwesten steigt das Gelände zum Sternberg (434 m ü. NHN) an. Ein Anliegerweg führt nach Vogtendorf zur Kreisstraße KC 12 (1 km nordöstlich).

## Geschichte
Gegen Ende des 18. Jahrhunderts gab es in Stüben 2 Anwesen. Das Hochgericht übte das Rittergut Fischbach in begrenztem Umfang aus. Es hatte ggf. an das bambergische Centamt Stadtsteinach auszuliefern. Die Grundherrschaft über die 2 Gütlein hatte das Rittergut Fischbach.
Mit dem Gemeindeedikt wurde Stüben dem 1808 gebildeten Steuerdistrikt Fischbach und der 1818 gebildeten Ruralgemeinde Fischbach zugewiesen. Am 1. Mai 1978 wurde Stüben im Zuge der Gebietsreform in Bayern in Weißenbrunn eingegliedert.

### Einwohnerentwicklung
| Jahr      | 001818 | 001861 | 001871 | 001885 | 001900 | 001925 | 001950 | 001961 | 001970 | 001987 |
| Einwohner | 9      | 12     | 13     | 17     | 15     | 17     | 16     | 17     | 11     | 20     |
| Häuser    | 2      |        |        | 3      | 3      | 3      | 4      | 4      |        | 4      |
| Quelle    | [ 5 ]  | [ 7 ]  | [ 8 ]  | [ 9 ]  | [ 10 ] | [ 11 ] | [ 12 ] | [ 13 ] | [ 14 ] | [ 1 ]  |

## Religion
Der Ort ist evangelisch-lutherisch geprägt und nach St. Jakobus (Fischbach) gepfarrt.